# Tabanus dunni
Tabanus dunni är en tvåvingeart som beskrevs av David Fairchild 1942. Tabanus dunni ingår i släktet Tabanus och familjen bromsar.
Artens utbredningsområde är Panama. Inga underarter finns listade i Catalogue of Life.